# 할그림스키르캬
할그림스키르캬(아이슬란드어: Hallgrímskirkja)는 아이슬란드 레이캬비크에 있는 루터교(아이슬란드 국교회) 교회이다. 건물은 콘크리트로, 구드욘 사무엘손에 의해 1937년에 설계되어 1945년에 착공하였고, 1986년에 완공되었다. 교회의 명칭은 17세기의 성직자이자 시인인 할그리무르 페투르손(Hallgrímur Pétursson, 1614~1674)의 이름에서 따왔다. 건물의 외관 디자인은 스바르티포스 폭포의 주상절리에 영감을 받았다. 건물의 높이는 74.5m로, 아이슬란드에서 2번째로 높은 건축물이다. 최상층까지 엘리베이터가 있으며, 시내를 바라 보는 전망대가 있다.
교회 앞에는 탐험가 레이프 에이릭손의 동상이 있다. 이 동상은 알팅그 창립 1,000주년을 기념하여 1930년에 미국에서 기증한 것이다.